# (269589) Kriatchko
Pour les articles homonymes, voir Kriatchko.
(269589)  Kriatchko, internationalement (269589) Kryachko, est un astéroïde de la ceinture principale.

## Description
(269589)  Kriatchko est un astéroïde de la ceinture principale. Il fut découvert le 10 décembre 2009 à Tzec Maun par Vitali Nevski. Il présente une orbite caractérisée par un demi-grand axe de 3,02 UA, une excentricité de 0,03 et une inclinaison de 11,0° par rapport à l'écliptique.
Il est nommé en l'honneur de l'astronome russe Timour Valerievitch Kriatchko.

## Compléments